# Округ Катарогус (Њујорк)
Округ Катарогус (енгл. Cattaraugus County) је округ у америчкој савезној држави Њујорк. По попису из 2010. године број становника је 80.317.

## Демографија
Према попису становништва из 2010. у округу је живело 80.317 становника, што је 3.638 (4,3%) становника мање него 2000. године.
| Група             | 2000.          | 2010.          |
| Белци             | 78.934 (94,0%) | 73.849 (91,9%) |
| Афроамериканци    | 890 (1,1%)     | 1.024 (1,3%)   |
| Азијати           | 386 (0,5%)     | 528 (0,7%)     |
| Хиспаноамериканци | 791 (0,9%)     | 1.345 (1,7%)   |
| Укупно            | 83.955         | 80.317         |